# Seznam židovských památek v Pardubickém kraji
Toto je seznam židovských památek v Pardubickém kraji aktuální k roku 2011, ve kterém jsou uvedeny židovské památky v oblasti Pardubického kraje.
| Název                                | Obrázek                           | Místo                                             | Okres           | Druh             | Galerie Commons                                                     | Popis památky a přístup |
| ------------------------------------ | --------------------------------- | ------------------------------------------------- | --------------- | ---------------- | ------------------------------------------------------------------- | --- |
| Synagoga v Dřevíkově                 |                                   | Dřevíkov (49°45′53″ s. š., 15°49′48″ v. d.)       | Chrudim         | Synagoga         |                                                                     | Bývalá synagoga na východě osady Dřevíkov čp. 43, adaptována na obytný dům (zdroj) |
| Židovský hřbitov v Dřevíkově         | ŽH Dřevíkov                       | Dřevíkov (49°46′7″ s. š., 15°49′36″ v. d.)        | Chrudim         | Židovský hřbitov | Kategorie „Jewish cemetery in Dřevíkov“ na Wikimedia Commons        | Židovský hřbitov severně od osady Dřevíkov přístupný po polní cestě odbočující doleva k lesu ze silnice do Svobodných Hamrů |
| Synagoga v Heřmanově Městci          | Synagoga Heřmanův Městec          | Heřmanův Městec (49°56′51″ s. š., 15°40′8″ v. d.) | Chrudim         | Synagoga         | Kategorie „Synagogue in Heřmanův Městec“ na Wikimedia Commons       | Synagoga v Heřmanově Městci SV od náměstí v Havlíčkově ulici čp. 809; pouze 1F interiéru |
| Židovský hřbitov v Heřmanově Městci  | ŽH Heřmanův Městec                | Heřmanův Městec (49°57′2″ s. š., 15°40′19″ v. d.) | Chrudim         | Židovský hřbitov | Kategorie „Jewish cemetery in Heřmanův Městec“ na Wikimedia Commons | Židovský hřbitov v Heřmanově Městci, na severním konci Havlíčkovy ulice |
| Židovská komunita v Heřmanově Městci | Židovská komunita Heřmanův Městec | Heřmanův Městec (49°56′50″ s. š., 15°40′8″ v. d.) | Chrudim         | Židovská ulice   |                                                                     | Židovská škola a židovská ulička v Heřmanově Městci; bývalá Židovská ulice se dnes jmenuje Havlíčkova (zdroj a další informace Archivováno 23. 1. 2015 na Wayback Machine.) |
| Synagoga v Hlinsku                   | Synagoga Hlinsko                  | Hlinsko (49°45′32″ s. š., 15°54′15″ v. d.)        | Chrudim         | Synagoga         | Kategorie „Synagogue in Hlinsko“ na Wikimedia Commons               | Bývalá synagoga v Havlíčkově ulici čp. 726 ve městě Hlinsko adaptovaná na městské muzeum (zdroj) |
| Židovský hřbitov v Hlinsku           | ŽH Hlinsko                        | Hlinsko (49°45′46″ s. š., 15°53′16″ v. d.)        | Chrudim         | Židovský hřbitov | Kategorie „Jewish cemetery in Hlinsko“ na Wikimedia Commons         | Židovský hřbitov na západním okraji města Hlinsko nalevo hned při silnici do Rváčova, jeden z nejmenších ŽH v Česku (zdroj) |
| Židovský hřbitov v Hoješíně          | ŽH Hoješín                        | Hoješín (49°49′17″ s. š., 15°38′39″ v. d.)        | Chrudim         | Židovský hřbitov | Kategorie „Jewish cemetery in Hoješín“ na Wikimedia Commons         | Židovský hřbitov severně od vsi Hoješín, v místní části Horní Ves, při vodní nádrži Seč |
| Židovský hřbitov v Holicích          | ŽH Holice                         | Holice (50°3′45″ s. š., 15°59′16″ v. d.)          | Pardubice       | Židovský hřbitov | Kategorie „Jewish cemetery in Holice“ na Wikimedia Commons          | Židovský hřbitov na jižním okrajii města Holice, za železniční tratí, v těsném sousedství komunálního hřbitova. |
| Židovský hřbitov v Hroubovicích      | ŽH Hroubovice                     | Hroubovice (49°53′12″ s. š., 15°59′26″ v. d.)     | Chrudim         | Židovský hřbitov | Kategorie „Jewish cemetery in Hroubovice“ na Wikimedia Commons      | Židovský hřbitov v severní části obce Hroubovice na kraji lesa se dvěma márnicemi; synagoga a sousední židovská škola byly zbořeny v roce 1979 (zdroj) |
| Židovský hřbitov v Chrudimi          | ŽH Chrudim                        | Chrudim (49°56′47″ s. š., 15°48′19″ v. d.)        | Chrudim         | Židovský hřbitov | Kategorie „Jewish cemetery in Chrudim“ na Wikimedia Commons         | Židovský hřbitov v Novoměstské ulici ve městě Chrudim vedle komunálního hřbitova poblíž výpadovky směrem na východ k Hrochovu Týnci |
| Synagoga v Jevíčku                   | Synagoga Jevíčko                  | Jevíčko (49°38′2″ s. š., 16°42′44″ v. d.)         | Svitavy         | Synagoga         | Kategorie „Synagogue in Jevíčko“ na Wikimedia Commons               | Bývalá synagoga ve městě Jevíčko v dříve Židovské, nyní Soudní ulici (zdroj), od roku 1995 využívána jako výstavní prostor (zdroj) |
| Židovský hřbitov v Jevíčku           | ŽH Jevíčko                        | Jevíčko (49°38′4″ s. š., 16°41′56″ v. d.)         | Svitavy         | Židovský hřbitov | Kategorie „Jewish cemetery in Jevíčko“ na Wikimedia Commons         | Židovský hřbitov na západním kraji Jevíčka ve Svitavské ulici |
| Židovský hřbitov v Litomyšli         | ŽH Litomyšl                       | Litomyšl (49°53′5″ s. š., 16°18′11″ v. d.)        | Svitavy         | Židovský hřbitov | Kategorie „Jewish cemetery in Litomyšl“ na Wikimedia Commons        | Židovský hřbitov s obřadní síní severně od Litomyšle přístupný po polní cestě odbočující mezi domy 101 a 108 doprava z ulice Na Lánech |
| Synagoga v Luži                      | Synagoga Luže                     | Luže (49°53′35″ s. š., 16°1′37″ v. d.)            | Chrudim         | Synagoga         | Kategorie „Synagogue in Luže“ na Wikimedia Commons                  | Synagoga ve městě Luže v Jeronýmově ulici východně od nám. Plk. Josefa Koukala se zachovalým aron ha-kodeš a zděnou bimou s kovovou mříží (zdroj) |
| Židovský hřbitov v Luži              | ŽH Luže                           | Luže (49°53′46″ s. š., 16°2′50″ v. d.)            | Chrudim         | Židovský hřbitov | Kategorie „Jewish cemetery in Luže“ na Wikimedia Commons            | Židovský hřbitov se zbytky márnice SV od města Luže na kraji lesa poblíž zemědělského družstva, kolem kterého ke hřbitovu vede cesta |
| Synagoga v Pardubicích               | Synagoga Pardubice                | Pardubice (50°2′9″ s. š., 15°46′11″ v. d.)        | Pardubice       | Synagoga         | Kategorie „Synagogue in Pardubice“ na Wikimedia Commons             | Zaniklá synagoga v Pardubicích, z níž se zachovala pouze deska umístěná na místním židovském hřbitově, na domě čp. 237 v ulici 17. listopadu, kde dříve synagoga stála, je umístěna pamětní deska                                                                                            |
| Nový židovský hřbitov v Pardubicích  | ŽH Pardubice                      | Pardubice (50°1′14″ s. š., 15°46′51″ v. d.)       | Pardubice       | Židovský hřbitov | Kategorie „New Jewish cemetery in Pardubice“ na Wikimedia Commons   | Židovský hřbitov ve městě Pardubice, součást komunálního hřbitova v ulici K židovskému hřbitovu; v areálu je dochována obřadní síň; jsou zde také hroby obětí železničního transportu z Osvětimi a pomník obětí nacismu; na hřbitově je umístěna deska, jež bývala u vchodu zaniklé synagogy |
| Starý židovský hřbitov v Pardubicích |                                   | Pardubice (50°2′40″ s. š., 15°47′39″ v. d.)       | Pardubice       | Židovský hřbitov |                                                                     | Zaniklý židovský hřbitov ve městě Pardubice v Husově (dříve Jägermannově) ulici, z něhož byly zbylé náhrobky přestěhovány na hřbitov nový; hřbitov byl přeměněn na park v ulici Na Židově (zdroj)                                                                                            |
| Židovský hřbitov v Poličce           | ŽH Polička                        | Polička (49°42′53″ s. š., 16°15′19″ v. d.)        | Svitavy         | Židovský hřbitov | Kategorie „Jewish cemetery in Polička“ na Wikimedia Commons         | Židovský hřbitov v Poličce je součástí křesťanského hřbitova na Starohradské ulici naproti benzinové stanici |
| Synagoga v Přelouči                  |                                   | Přelouč (50°2′19″ s. š., 15°33′38″ v. d.)         | Pardubice       | Synagoga         |                                                                     | Bývalá synagoga ve městě Přelouč v ulici Tůmy Přeloučského čp. 332, přestavěná na sbor Církve československé husitské, později na sbor Tůmy Přeloučského (zdroj), fotografie synagogy (zde)                                                                                                  |
| Židovský hřbitov v Přelouči          | ŽH Přelouč                        | Přelouč (50°2′10″ s. š., 15°34′20″ v. d.)         | Pardubice       | Židovský hřbitov | Kategorie „Jewish cemetery in Přelouč“ na Wikimedia Commons         | Židovský hřbitov ve městě Přelouč v Pardubické ulici vedoucí na západ ke krajskému městu, s hroby obětí železničního transportu z Osvětimi (zdroj) |
| Židovský hřbitov v Přestavlkách      | ŽH Přestavlky                     | Přestavlky (49°56′36″ s. š., 15°55′15″ v. d.)     | Chrudim         | Židovský hřbitov | Kategorie „Jewish cemetery in Přestavlky“ na Wikimedia Commons      | Židovský hřbitov severně od Přestavlků poblíž silnice směrem na sever k Hrochovu Týnci, ze které k němu doleva odbočuje cesta mezi poli k lesu |
| Synagoga v Přestavlkách              |                                   | Přestavlky (49°56′17″ s. š., 15°55′37″ v. d.)     | Chrudim         | Synagoga         |                                                                     | Bývalá synagoga v obci Přestavlky čp. 91 přestavěná na obytné účely (zdroj) |
| Židovský hřbitov v Zájezdci          | ŽH Zájezdec                       | Zájezdec (49°56′4″ s. š., 15°55′38″ v. d.)        | Chrudim         | Židovský hřbitov | Kategorie „Jewish cemetery in Zájezdec“ na Wikimedia Commons        | Židovský hřbitov severně od obce Zájezdec mezi silnicí do Přestavlků a rybníkem Malá voda přes silnici od zemědělského družstva; márnice v rohu hřbitova nejblíže vesnickým budovám používána jako stodola (zdroj)                                                                           |
| Židovský hřbitov v Žamberku          | ŽH Žamberk                        | Žamberk (50°5′12″ s. š., 16°27′34″ v. d.)         | Ústí nad Orlicí | Židovský hřbitov | Kategorie „Jewish cemetery in Žamberk“ na Wikimedia Commons         | Židovský hřbitov v Žamberku vedle Městského muzea v ulici Čs. armády; 1F bývalé obřadní síně |
| Synagoga v Žamberku                  | Synagoga Žamberk                  | Žamberk (50°5′20″ s. š., 16°27′50″ v. d.)         | Ústí nad Orlicí | Synagoga         | Kategorie „Synagogue in Žamberk“ na Wikimedia Commons               | Synagoga ve městě Žamberk v ulici Vrbí, používána Československou církví husitskou |

Vysvětlivky k tabulce
- Památky jsou řazeny podle abecedního pořadí Místa
- Název - název článku na Wikipedii, abecedně dle místa, poklikem na nadpis lze třídit
- Obrázek - existující obrázek nahraný na Commons
- Místo - nejbližší město, obec nebo vesnice, v závorce GPS - poloha památky dle Global Positioning System, lze třídit
- Okres - okres, ve kterém se místo nachází, lze třídit
- Druh - druh památky, např. židovský hřbitov nebo synagoga, lze třídit
- Galerie Commons - odkaz na Commons na existující kategorii s fotografiemi
- Popis památky a přístup - název s podrobnostmi polohy, přístupnost pro návštěvu nebo informace, kde je možné si vypůjčit klíč, je-li památka zamknutá